# Xenotilapia melanogenys
Xenotilapia melanogenys là một loài cá thuộc họ Cichlidae. Nó được tìm thấy ở Burundi, Cộng hòa Dân chủ Congo, Tanzania, và Zambia. Nó bị đe dọa do mất nơi sống.